# Тимпсон (Тексас)
Тимпсон (енгл. Timpson) град је у америчкој савезној држави Тексас. По попису становништва из 2010. у њему је живело 1.155 становника.

## Демографија
Према попису становништва из 2010. у граду је живело 1.155 становника, што је 61 (5,6%) становника више него 2000. године.
| Група             | 2000.       | 2010.       |
| Белци             | 650 (59,4%) | 667 (57,7%) |
| Афроамериканци    | 389 (35,6%) | 377 (32,6%) |
| Азијати           | 1 (0,1%)    | 1 (0,1%)    |
| Хиспаноамериканци | 49 (4,5%)   | 101 (8,7%)  |
| Укупно            | 1.094       | 1.155       |